# فرنسيس إكس. ميرفي
فرنسيس إكس. ميرفي (بالإنجليزية: Francis X. Murphy)‏ هو عالم عقيدة أمريكي، ولد في 1915، وتوفي في 2002.